# 金球黄堇
金球黄堇（学名：Corydalis boweri）为罂粟科紫堇属下的一个种。

## 扩展阅读
- 維基物種上的相關：金球黄堇